# کرمودی هیلس-پپر میل ویلیج (مریلند)
کرمودی هیلس-پپر میل ویلیج (به انگلیسی: Carmody Hills-Pepper Mill Village) شهری در ایالت مریلند کشور ایالات متحده آمریکا است که جمعیت آن در سرشماری سال ۲۰۱۰ میلادی، ۴٬۸۹۵ نفر بوده‌است.